# Province de Loja
Pour les articles homonymes, voir Loja.
La province de Loja est une province de l'Équateur. Sa capitale est la ville de Loja, fondée en 1548 et première ville du pays à avoir l'électricité. La ville est également considérée comme la « Capitale musicale de l'Équateur ».
La localité la plus connue de la province est la bourgade de Vilcabamba, surnommée la vallée des centenaires.

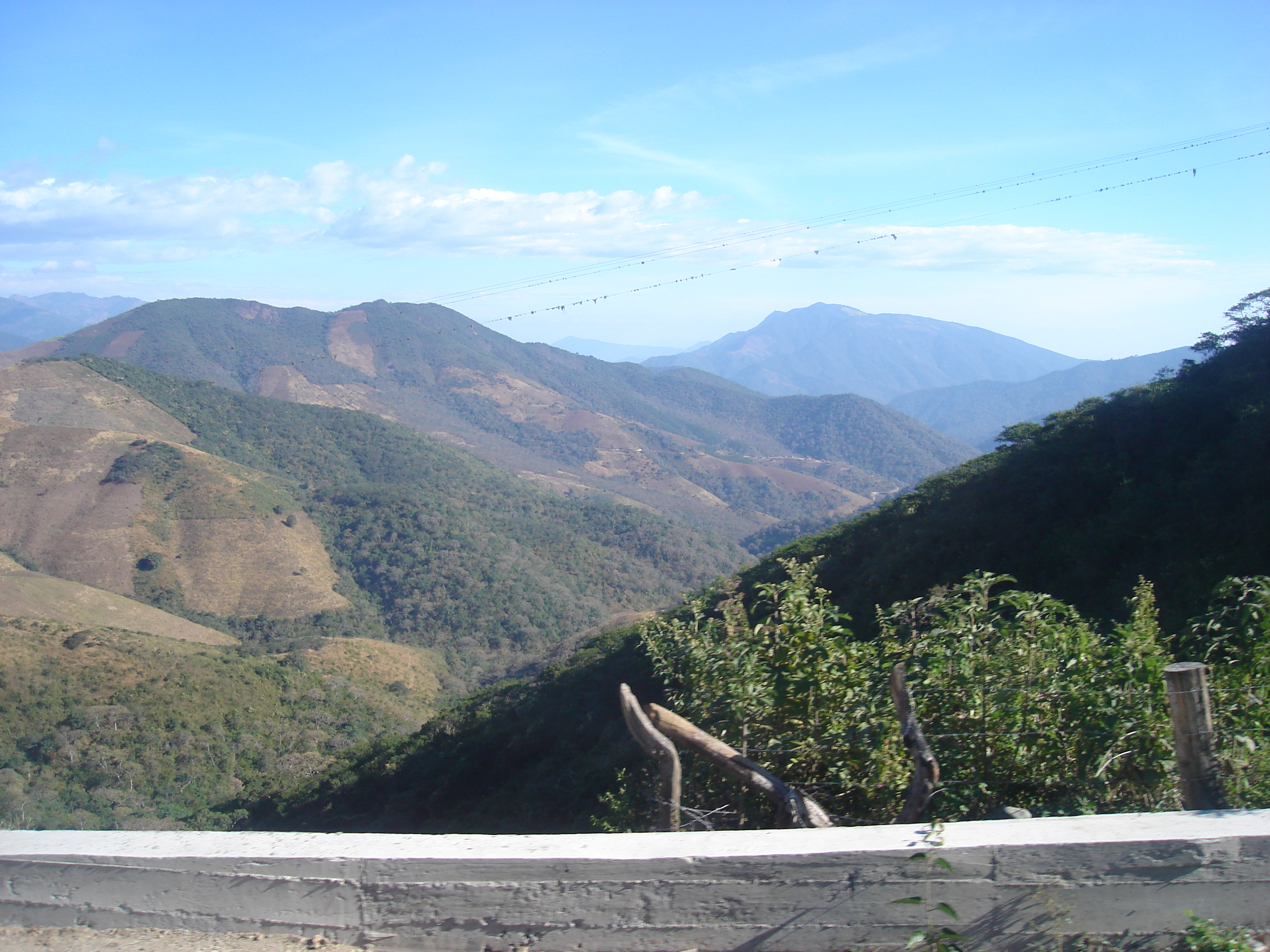
Monts Macara

## Découpage territorial
La province est divisée en seize cantons :

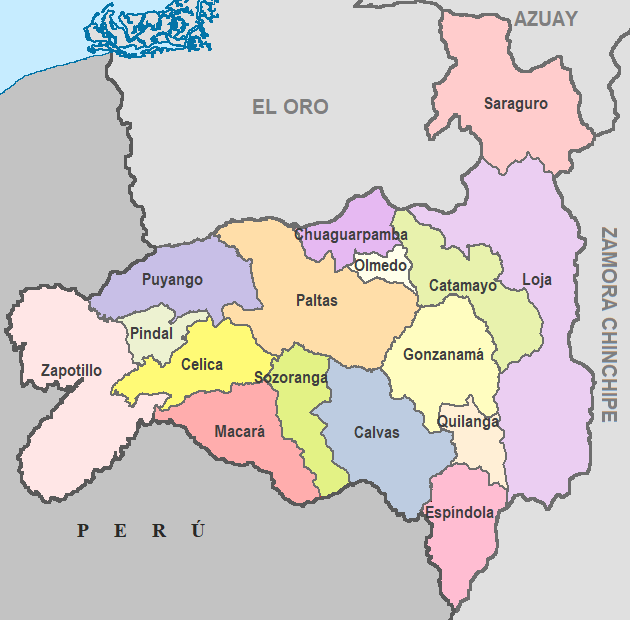
Cantons de Loja.

| Canton       | Superficie (km2) | Population (2010) | Densité (hab./km2) | Chef-lieu    |
| ------------ | ---------------- | ----------------- | ------------------ | ------------ |
| Calvas       | 841,1            | 28 185            | 33,5               | Cariamanga   |
| Catamayo     | 649              | 30 638            | 47,2               | Catamayo     |
| Celica       | 518              | 14 468            | 27,9               | Celica       |
| Chaguarpamba | 312              | 7 161             | 23                 | Chaguarpamba |
| Espíndola    | 521              | 14 799            | 28,4               | Espíndola    |
| Gonzanamá    | 1 272            | 12 716            | 10                 | Gonzanamá    |
| Loja         | 1 928            | 214 855           | 111,4              | Loja         |
| Macará       | 578              | 19 018            | 32,9               | Macará       |
| Olmedo       | 109              | 4 870             | 44,7               | Olmedo       |
| Paltas       | 124              | 23 801            | 191,9              | Catacocha    |
| Pindal       | 194              | 8 645             | 44,6               | Pindal       |
| Puyango      | 643              | 15 513            | 24,1               | Alamor       |
| Quilanga     | 268              | 4 337             | 16,2               | Quilanga     |
| Saraguro     | 1 080            | 30 183            | 27,9               | Saraguro     |
| Sozoranga    | 412              | 7 465             | 18,1               | Sozoranga    |
| Zapotillo    | 1 215            | 12 312            | 10,1               | Zapotillo    |